# Asier Garitano
Asier Garitano Aguirrezábal (Bergara, 6 dicembre 1969) è un allenatore di calcio ed ex calciatore spagnolo, di ruolo attaccante.

## Caratteristiche tecniche
Era un centravanti.

## Carriera

### Giocatore
Cresciuto nelle giovanili dell'Athletic Bilbao, ha trascorso gran parte della sua carriera nelle serie inferiori del calcio spagnolo.

### Allenatore
Nel 2013 è diventato allenatore del Leganés. Nella stagione 2015-2016 ha portato il club madrileno per la prima volta nella sua storia in Liga, dopo aver concluso al secondo posto la Segunda División 2015-2016.
Conclude al 17º posto la sua prima stagione nella massima divisione spagnola, riuscendo a centrare la salvezza alla 37ª giornata. e portando  la stessa squadra semifinalista della Coppa del Re 2017-2018.